# Стшешковиці
Стшешковиці (пол. Strzeszkowice) — село в Польщі, у гміні Водзіслав Єнджейовського повіту Свентокшиського воєводства.
Населення — 149 осіб (2011).
У 1975-1998 роках село належало до Келецького воєводства.

## Демографія
Демографічна структура на день 31 березня 2011 року:
|          | Загалом | Допрацездатний вік | Працездатний вік | Постпрацездатний вік |
| -------- | ------- | ------------------ | ---------------- | -------------------- |
| Чоловіки | 73      | 16                 | 43               | 14                   |
| Жінки    | 76      | 16                 | 37               | 23                   |
| Разом    | 149     | 32                 | 80               | 37                   |